# Witham
Witham er en by i Braintree-distriktet, Essex, England, med et indbyggertal (pr. 2015) på 26.035. Byen ligger 59 km fra London. Den nævnes i Domesday Book fra 1086, hvor den kaldes Witham.